# Vagabond Heart
Vagabond Heart é o décimo sexto álbum de estúdio do cantor Rod Stewart, lançado a 26 de Março de 1991.
O disco contém uma cover de Robbie Robertson, "Broken Arrow" e outra de Van Morrison, "Have I Told You Lately".

## Faixas
1. "Rhythm of My Heart" (Capek, Jordan) - 4:14
2. "Rebel Heart" (Golub, Kentis, Rojas, Stewart) - 4:10
3. "Broken Arrow" (Robertson) - 4:26
4. "It Takes Two" (Moy, Stevenson) - 4:14
5. "When a Man's in Love" (Golub, Kentis, Rojas, Stewart) - 5:34
6. "You Are Everything" (Bell, Creed) - 4:09
7. "The Motown Song" (McNally) - 4:00
8. "Go Out Dancing" (Golub, Kentis, Stewart) - 4:20
9. "No Holding Back" (Cregan, Savigar, Stewart) - 5:47
10. "Have I Told You Lately" (Morrison) - 4:01
11. "Moment of Glory" (Golub, Kentis, Rojas, Stewart) - 4:47
12. "If Only" (Cregan, Savigar, Stewart) - 4:56

## Paradas
| Paradas (1991) | Posição |
| -------------- | ------- |
| Billboard 200  | 10      |